# 2021
- Wikisource

| Calendário gregoriano                                                        | 2021 MMXXI                           |
| Ab urbe condita                                                              | 2774                                 |
| Calendário arménio                                                           | 1471 – 1472                          |
| Calendário bahá'í                                                            | 177 – 178                            |
| Calendário budista                                                           | 2565                                 |
| Calendário chinês                                                            | 4717 – 4718 Início a 12 de fevereiro |
| Calendário copta                                                             | 1737 – 1738                          |
| Calendário etíope                                                            | 2013 – 2014                          |
| Calendários hindus - Vikram Samvat - Calendário nacional indiano - Cáli Iuga | 2076 – 2077 1942 – 1943 5121 – 5122  |
| Calendário Holoceno                                                          | 12021                                |
| Calendário islâmico                                                          | 1443 – 1444                          |
| Calendário judaico                                                           | 5781 – 5782 Início a 7 de setembro   |
| Calendário persa                                                             | 1399 – 1400 Início a 21 de março     |
| Calendário rúnico                                                            | 2271                                 |
| Calendário solar tailandês                                                   | 2564                                 |

2021 (MMXXI, na numeração romana) foi um ano comum do século XXI que começou numa sexta-feira, segundo o calendário gregoriano. A sua letra dominical foi C. A terça-feira de Carnaval ocorreu a 16 de fevereiro e o domingo de Páscoa a 4 de abril. Segundo o horóscopo chinês, foi o ano do Boi, começando a 12 de fevereiro.

| Evento                                                   | Data            | Hora  |
| -------------------------------------------------------- | --------------- | ----- |
| Aquário                                                  | 19 de janeiro   | 20:40 |
| Peixes                                                   | 18 de fevereiro | 10:44 |
| primavera no hemisfério norte e outono no hemisfério sul |                 |       |
| Carneiro/equinócio                                       | 20 de março     | 09:38 |
| Touro                                                    | 19 de abril     | 20:34 |
| Gémeos                                                   | 20 de maio      | 19:38 |
| verão no hemisfério norte e inverno no hemisfério Sul    |                 |       |
| Caranguejo/solstício                                     | 21 de junho     | 03:33 |
| Leão                                                     | 22 de julho     | 14:27 |
| Virgem                                                   | 22 de agosto    | 21:35 |
| Outono no Hemisfério Norte e Primavera no Hemisfério Sul |                 |       |
| Balança/equinócio                                        | 22 de setembro  | 19:21 |
| Escorpião                                                | 23 de outubro   | 04:52 |
| Sagitário                                                | 22 de novembro  | 02:34 |
| inverno no hemisfério norte e verão no hemisfério sul    |                 |       |
| Capricórnio/solstício                                    | 21 de dezembro  | 16:00 |

| UTC: Portugal Continental, Madeira, Guiné-Bissau e São Tomé e Príncipe Subtrair (-): 1 h nos Açores e Cabo Verde 2 h nas Ilhas oceânicas brasileiras 3 h em Brasília, em Goiás, na Amazônia Oriental Brasileira e no nordeste, sudeste e sul brasileiros 4 h na Amazônia Ocidental Brasileira, Mato Grosso e Mato Grosso do Sul 5 h no Acre e sudoeste do Amazonas Adicionar (+): 1 h em Angola e Guiné Equatorial 2 h em Moçambique 8 h em Macau 9 h em Timor-Leste. |
| Adicionar uma hora durante a vigência do horário de verão: Portugal Continental : De 28 de março a 31 de outubro de 2021 |

| Ano completo                       |
| ---------------------------------- |
| Ano comum com início à sexta-feira |

Foi um ano marcado essencialmente ainda pela pandemia de COVID-19 e pela vacinação contra a doença.

## Eventos

### Janeiro
- 1 de janeiro

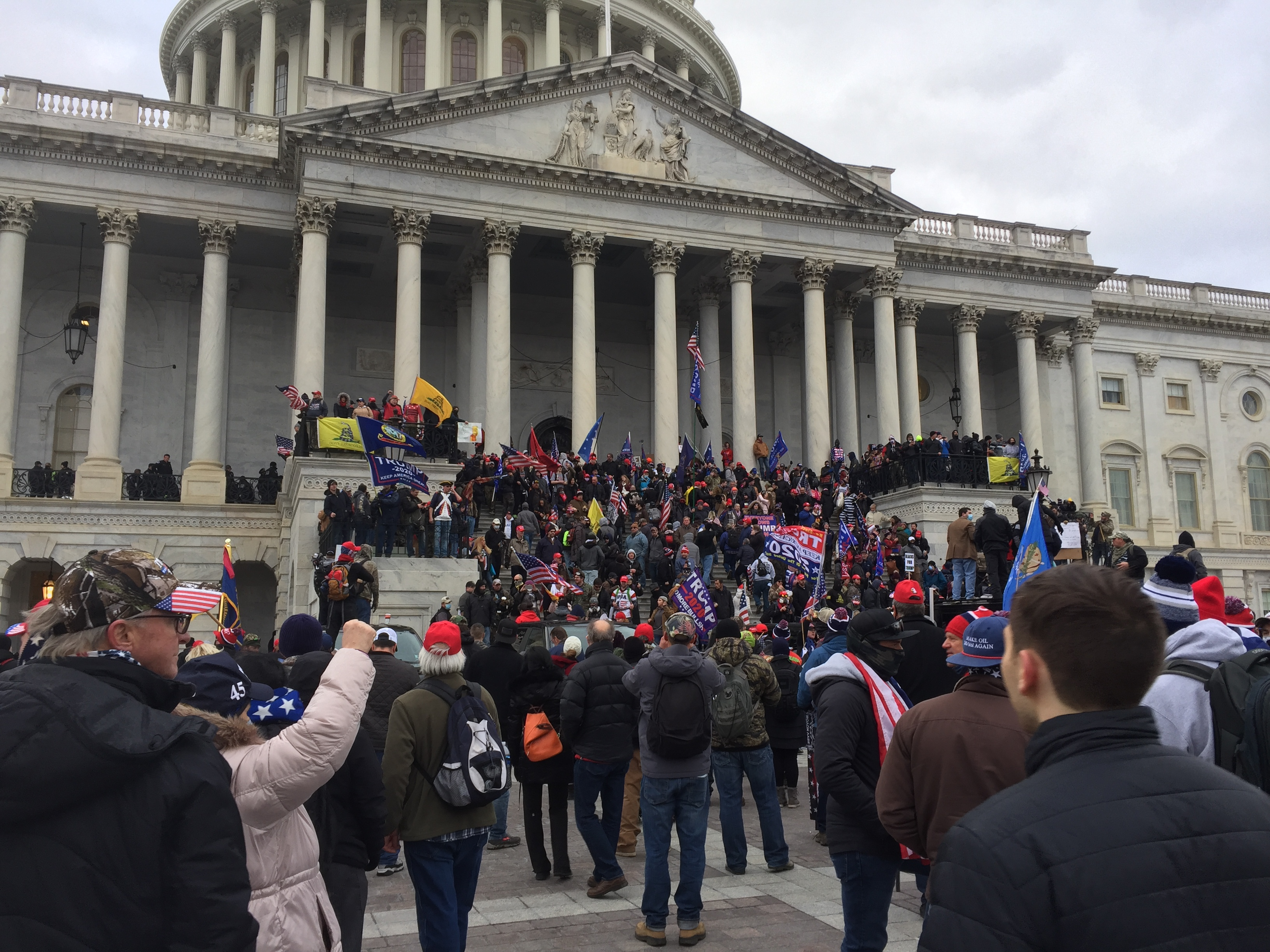
Manifestantes invadem o Capitólio.

  - Entra em vigor a Zona de Comércio Livre Continental Africana;
  - O livro 1984 e demais obras do autor George Orwell entraram em domínio público no Brasil e na União Europeia;
  - Reino Unido deixa a União Europeia;
  - No Brasil, prefeitos eleitos através das eleições de 2020 tomaram posse.[2]
- 6 de janeiro - Apoiadores de Donald Trump invadem o congresso dos Estados Unidos.[3]
- 9 de janeiro - Boeing 737-500 da Sriwijaya Air cai após decolagem de Jakarta, Indonésia matando todas as 62 pessoas a bordo.
- 11 de janeiro - A Ford, depois de 101 anos, encerra a produção de veículos no Brasil.[4]
- 13 de janeiro
  - A Câmara dos Representantes dos Estados Unidos aprova um artigo de destituição contra Donald Trump por inspirar uma insurreição durante a invasão no Capitólio dos Estados Unidos. Trump é o primeiro presidente estadounidense a sofrer dois impeachments;[5]
  - Portugal decreta um novo confinamento geral para travar a COVID-19.
- 14 de janeiro - Uma crise sanitária se instala nos hospitais do estado brasileiro do Amazonas, por conta da falta de cilindros de oxigênio para pacientes com COVID-19.[6]
- 15 de janeiro - A Wikipédia completa 20 anos.
- 17 de janeiro
  - A Agência Nacional de Vigilância Sanitária do Brasil aprova o uso emergencial das vacinas da Coronavac (em parceria com o Instituto Butantan) e da Oxford-AstraZeneca (em parceria com a Fiocruz) em todo o país.[7]
  - A primeira pessoa vacinada no Brasil, contra o Covid-19 foi a enfermeira Mônica Calazans pela aplicadora da primeira dose, a também enfermeira, Jéssica Pires.
- 20 de janeiro - Joe Biden e Kamala Harris tomam posse como 46º Presidente e 49ª Vice-presidente dos Estados Unidos, respectivamente.[8]
- 24 de janeiro
  - Avião de pequeno porte com parte da delegação do Palmas Futebol e Regatas cai logo após a decolagem, quatro jogadores, o presidente da agremiação e o piloto da aeronave morreram;[9]
  - Eleições Presidenciais em Portugal, onde Marcelo Rebelo de Sousa é reeleito Presidente da República.[10]
- 26 de janeiro - Contabilizam-se mais de 100 000 000 de pessoas infectadas pelo COVID-19 no mundo confirmadas com 2,157 mil mortes no mundo confirmadas.[11]
- 30 de janeiro - O Palmeiras vence o Santos por 1 a 0 e é campeão da Libertadores 2020.[carece de fontes?]
- 31 de janeiro - Nguyễn Phú Trọng é reeleito para um terceiro mandato de cinco anos como Secretário Geral do Partido Comunista do Vietnã.[12]

### Fevereiro
- 1 de fevereiro - Um golpe de Estado em Mianmar remove Aung San Suu Kyi do poder e reinstaura uma ditadura militar.[13][14]
- 3 de fevereiro - O Canadá se torna o primeiro país no Mundo a designar os Proud Boys como uma organização terrorista.[15]
- 10 de fevereiro - O tradicional Carnaval do Rio de Janeiro, Brasil, é cancelado pela primeira vez por causa da Pandemia de COVID-19.
- 13 de fevereiro
  - Mario Draghi torna-se Primeiro-ministro da Itália após a renúncia de seu antecessor, Giuseppe Conte;[16]
  - Uma tempestade de inverno atinge a região do Texas, nos Estados Unidos e mata pelo menos 70 pessoas e causa mais de 9,7 milhões de cortes de energia.[17]
- 14 de fevereiro - Morre o ex-presidente argentino Carlos Saúl Menem, o primeiro presidente pro-tempore do Mercosul.[18]
- 18 de fevereiro - A missão espacial Mars 2020 da NASA (contendo o rover Perseverance e o helicóptero com drone Ingenuity) pousa em Marte, na cratera Jezero, após sete meses de viagem.[19]
- 24 de fevereiro - Estabeleceu-se por lei complementar a autonomia do Banco Central do Brasil, para zelar pela estabilidade e pela eficiência do sistema financeiro.
- 25 de fevereiro - As Forças Armadas da Armênia pedem a renúncia do primeiro-ministro Nikol Pashinyan, e o governo acusa os militares de uma tentativa de golpe de Estado.[20][21]
- 26 de fevereiro - Mais de 300 estudantes são sequestradas de uma escola em Zamfara, na Nigéria. Entre os dias 27 de fevereiro e 2 de março, todas elas foram libertadas.[22][23]
- 28 de fevereiro - É lançado na Índia, o Amazônia 1, primeiro satélite 100% brasileiro.[24]

### Março
- 5 de março - O papa Francisco chega ao Iraque para a primeira visita de um papa ao país.[25]
- 7 de março - A Suíça aprova, em referendo, a proibição do uso de burcas em seu território nacional, e torna-se o sétimo país europeu a fazê-lo.[26]
- 13 de março - Jeanine Áñez, ex-presidente da Bolívia, é presa em Trinidad, acusada de conspiração e terrorismo durante a crise política no país, em 2019.[27]
- 17 de março - São celebradas eleições gerais nos Países Baixos.[28]
- 23 de março
  - São celebradas eleições legislativas em Israel, as quartas eleições para o Knesset em dois anos.[29]
  - O Ever Given, um navio porta-contêineres, encalha no Canal de Suez, causando um congestionamento naval, e, consequentemente, uma interrupção significativa do comércio global.[30]
- 21 de março - Brasil leva ao espaço o nanossatélite científico NanoSatC-Br2, através de bases de lançamento no Cazaquistão.[31]
- 26 de março
  - O Instituto Butantan de São Paulo anuncia a criação da Butanvac, a primeira vacina brasileira contra o COVID-19.[32]
  - É iniciado a 72° temporada do Campeonato Mundial de Fórmula 1, com o Grande Prêmio do Barém.[33][34]

### Abril
- 2 de abril - A Rússia adverte a OTAN contra o envio de tropas para ajudar a Ucrânia, em meio a relatos de um grande aumento militar russo em suas fronteiras.[35]
- 3 de abril - Morre por complicações da COVID-19 o cantor, compositor, escritor, e político brasileiro Agnaldo Timóteo.[36]
- 4 de abril - Pelo menos 167 pessoas morrem na Indonésia e 42 pessoas em Timor-Leste morrem depois do Ciclone Seroja ter atingido a ilha de Timor.[37]
- 9 de abril - Morre o príncipe consorte Filipe, Duque de Edimburgo (n.1921), no Reino Unido.[38]
- 11 de abril - Guillermo Lasso é eleito presidente do Equador.[39]
- 16 de abril - Raúl Castro anuncia a renúncia ao cargo de Primeiro-secretário do Partido Comunista Cubano, encerrando mais de 62 anos de governo dos irmãos Castro em Cuba.[40]
- 20 de abril - A Justiça dos Estados Unidos condena o ex-policial Derek Chauvin pelo assassinato de George Floyd em julgamento histórico.[41]
- 26 de abril - Foi possível observar durante a noite o fenômeno astronômico superlua rosa.[42]
- 30 de abril - Pisoteamento no Monte Meron, em Israel, deixa pelo menos 45 mortos e mais de uma centena de feridos.[43]

### Maio

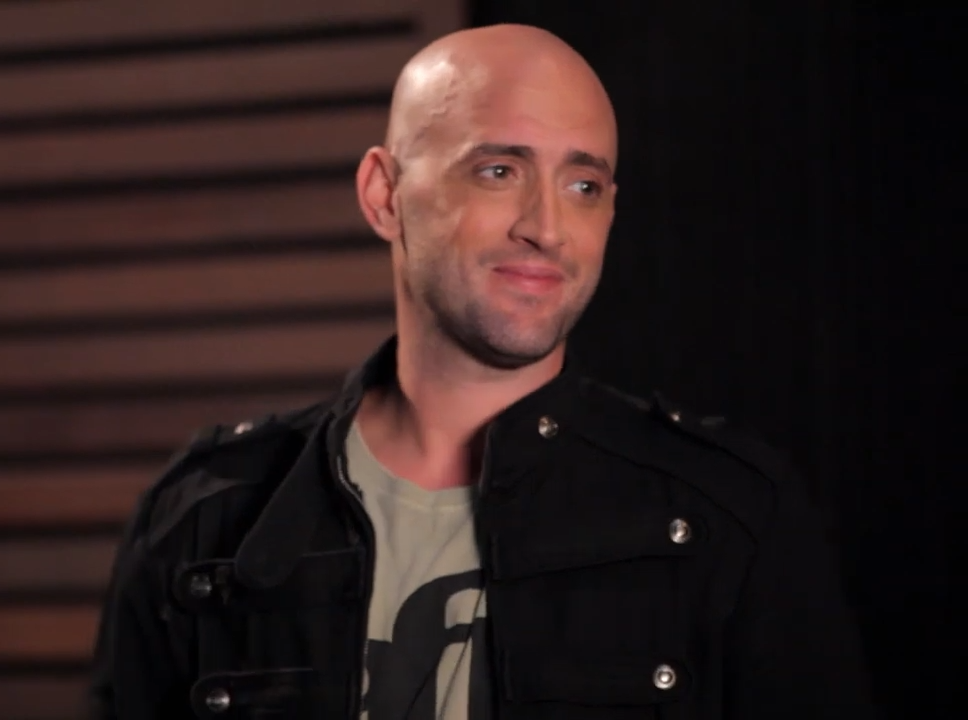
Paulo Gustavo, ator e humorista.

- 3 de maio - Desabamento de trecho elevado do Metrô da Cidade do México deixa pelo menos 23 pessoas mortas e cerca de 70 feridas.[44]
- 4 de maio
  - Assassinato de Ali Fazeli Monfared
  - Jovem de 18 anos assassina três crianças e dois adultos em escola no município brasileiro de Saudades, no estado de Santa Catarina.[45]
  - Morre no Rio de Janeiro o humorista, diretor e produtor Paulo Gustavo, vítima de COVID-19.[46]
- 6 de maio
  - Morre aos 54 anos o mangaká Kentaro Miura autor de Berserk, devido a uma dissecção da aorta; A sua morte foi divulgada no dia 20.[47]
  - Uma chacina na favela do jacarezinho, no Rio de Janeiro, deixou 29 mortos e duas pessoas baleadas.[48]
  - Manifestações em Israel resultam em uma batalha, parte do Guerra Israel-Palestina.
- 8 de maio - Ocorreu a queda de destroços do foguete chinês Longa Marcha 5B no Oceano Índico, a oeste do arquipélago das Maldivas.[49]
- 11 de maio - Israel atinge a Faixa de Gaza com ataques aéreos, enquanto o Hamas dispara foguetes contra o território israelense.[50]
- 13 de maio - Morre a atriz Maria João Abreu, vítima de aneurisma.[51]
- 15 de maio
  - Morre a atriz e bailarina Eva Wilma, vítima de câncer no ovário.[52]
  - A luta entre forças israelenses e o Hamas continua a aumentar; Um arranha-céu em Gaza, ocupado pela Associated Press, Al Jazeera e outros meios de comunicação, é destruído por um ataque aéreo israelense.[53]
- 16 de maio
  - Morre aos 41 anos o prefeito de São Paulo, Bruno Covas, vítima de câncer.[54]
  - Morre aos 23 anos o cantor e compositor de funk Mc Kevin, após cair do 5° andar de um prédio, localizado na Barra da Tijuca no Rio de Janeiro.[55]
  - São celebradas eleições para a Convenção Constitucional no Chile, cujo objetivo será redigir uma nova Constituição para o país.[56]
- 18 a 22 de maio - Acontece o Festival Eurovisão da Canção 2021 em Rotterdam, Países Baixos, após o cancelamento da edição de 2020 devido à pandemia de COVID-19, tendo como país vencedor a Itália.[57][58]
- 20 de maio - Após pressão internacional e um saldo de quase 250 mortes, Israel adere a um acordo de cessar-fogo para encerrar o conflito com militantes palestinos em Gaza.[59]
- 23 de maio
  - Na Bielorrússia, jornalista Raman Pratasevich é preso depois que voo Ryanair 4978 é forçado a pousar no Aeroporto Nacional de Minsk devido a um falso alerta de bomba.[60]
  - Queda de teleférico perto do Lago Maior, Itália, mata 14 pessoas.[61]
- 27 de maio - Morre o arquiteto e urbanista brasileiro Jaime Lerner, ex-prefeito de Curitiba e um dos criadores do Bus Rapid Transit.[62]
- 29 de maio - Com o resultado de 1-0, o Chelsea vence o Manchester City na final e se torna o campeão pela segunda vez da Liga dos Campeões da UEFA.[63]
- 30 de maio - Correndo pela Meyer Shank Racing, o piloto brasileiro Hélio Castroneves vence as 500 Milhas de Indianápolis pela quarta vez.[64][65][66]

### Junho
- 8 de junho - Começam as buscas pelo serial killer Lázaro Barbosa, que matou uma família na área rural de Ceilândia no Distrito Federal. A força tarefa reuniu cerca de 200 homens da Polícia Civil, Policial Militar, Polícia Rodoviária Federal e o Corpo de Bombeiros e ganhou repercussão nacional, com fim na morte de Barbosa no dia 28 de junho.[67]
- 11 de junho - Início do Campeonato Europeu de Futebol de 2020.
- 13 de junho - Início da Copa América 2021.
- 17 de junho - Tripulação da Shenzhou 12 é enviada para a Estação Espacial Tiangong numa missão de três meses, na primeira missão espacial tripulada da China desde 2016.[68]
- 19 de junho - O Brasil registra a marca de 500 000 mortos decorrente da pandemia de Covid-19.
- 24 de junho - Parte de um prédio em Surfside, na cidade de Miami, nos Estados Unidos, sofre colapso e deixa ao menos 95 mortos.[69]

### Julho
- 1 de julho - Parte de um prédio em construção em Washington, D.C., capital estadunidense, desabou, tendo apenas cinco feridos.[70]
- 7 de julho - O presidente haitiano Jovenel Moïse é assassinado em sua casa.[71]
- 9 de julho - Uma onda de protestos após a prisão do ex-presidente da África do Sul, Jacob Zuma, deixam ao menos 70 mortos e centenas de presos.[72]
- 10 de julho - Final da Copa América de 2021, tendo a Argentina como campeã.[73]
- 11 de julho
  - Final do Campeonato Europeu de Futebol de 2020 (Eurocopa 2020), tendo a Itália como campeã.[74]
  - Cubanos iniciam uma série de protestos contra o regime comunista, a maior em 30 anos.[75]
- 15 de julho - Estreia a série norte americana American Horror Stories.
- 19 de julho - Pedro Castillo é proclamado presidente eleito do Peru.[76]
- 21 de julho - o Milwaukee Bucks sagra-se campeão da 74ª temporada da NBA, ao derrotar o Phoenix Suns por 4 a 2 na série final. Foi o segundo título da franquia, sendo o primeiro título em 1971.
- 23 de julho - Início dos Jogos Olímpicos de Verão de 2020.
- 26 de julho - Pirs, módulo da Estação Espacial Internacional, é descartado 19 anos após seu lançamento.[77]
- 27 de julho - Morre o ator e dublador Orlando Drummond aos 101 anos.[78]
- 29 de julho - Ocorre um terremoto de magnitude 8.2 com epicentro na Península do Alasca.[79]

### Agosto
- 5 de agosto
  - Valentino Rossi anuncia sua aposentadoria na MotoGP.[80]
  - Barcelona anuncia a saída do jogador argentino Lionel Messi.[81]
- 6 de agosto - O Município de Xexéu, em Pernambuco, é selecionado para se tornar o primeiro da América Latina a usar pavimento ecológico.[82]
- 8 de agosto - Fim dos Jogos Olímpicos de Verão de 2020.
- 11 de agosto - Morre o ator e diretor Paulo José aos 84 anos, vítima de pneumonia.[83]
- 12 de agosto - Morre o ator Tarcísio Meira aos 85 anos, vítima de COVID-19.[84]
- 14 de agosto - Um terremoto de 7.2 graus na Escala Richter atinge o Haiti.[85]
- 15 de agosto - O governo central do Afeganistão entra em colapso após a capital Cabul ser conquistada por militantes do Talibã.[86]
- 24 de agosto - Início dos Jogos Paralímpicos de Verão de 2020.
- 26 de agosto - Atentado terrorista no aeroporto de Cabul, capital do Afeganistão, deixa 170 afegãos e 13 militares americanos mortos e pelo menos 200 feridos.[87]
- 28 de agosto - Juventus anuncia a saída do Português Cristiano Ronaldo
- 31 de agosto - É declarado o fim da guerra do Afeganistão, tendo a retirada das tropas americanas no país depois de 20 anos de intervenção, o Talibã retomando o controle do governo afegão e anunciando o Emirado Islâmico do Afeganistão.

### Setembro
- 3 de setembro - Ataque terrorista em um supermercado ocorre na cidade de Auckland, na Nova Zelândia, ferindo 6 pessoas e ocasionando a morte do perpetrador.[88]
- 5 de setembro
  - Fim dos Jogos Paralímpicos de Verão de 2020.
  - Agentes da Agência Nacional de Vigilância Sanitária invadem o campo da Arena Corinthians interrompendo uma partida entre Brasil x Argentina válida pelas Eliminatórias da Copa do Mundo de 2022. Posteriormente, a partida ficaria conhecida como o "Clássico da Anvisa".[89]
  - Ataque de um ex-militar americano acaba em 4 mortes em Lakeland na Flórida, nos Estados Unidos.[90]
- 6 de setembro - Um golpe de Estado na Guiné remove o presidente Alpha Condé do poder e instaura uma ditadura militar, liderada pelo tenente-coronel Mamady Doumbouya.[91]
- 7 de setembro - No Brasil, convocados pelo presidente Jair Bolsonaro, manifestantes realizam atos pró-governo em diversas cidades do país; no mesmo dia, houve também protestos contrários ao governo.[92]
- 10 de setembro - Morre, aos 81 anos, Jorge Sampaio, político português e antigo presidente da República.
- 11 de setembro - Nos Estados Unidos, é realizada uma série de homenagens às vítimas dos ataques de 11 de setembro de 2001, 20 anos depois de terem ocorrido.[93]
- 12 de setembro - o russo Daniil Medvedev conquista o Aberto dos Estados Unidos, seu primeiro torneio de Grand Slam, ao bater na final o sérvio Novak Djokovic por 3 sets a 0 (triplo 6-4), frustrando a possibilidade do então líder do ranking de completar o Grand Slam e alcançar a marca de 21 majors.
- 16 de setembro - SpaceX lança a Inspiration4, a primeira missão espacial com uma tripulação não governamental e a 16º totalmente civil.[94][95]
- 19 de setembro
  - Vulcão Cumbre Vieja entra em erupção na ilha de La Palma, nas Ilhas Canárias, ocasionando a destruição de casas e expelindo poeira incandescente após explosões violentas.
  - Morre aos 87 anos, o ator Luis Gustavo, vítima de um câncer no intestino.[96]
- 21 de setembro - Morre no Rio de Janeiro, aos 90 anos, Marina Miranda, atriz da Escolinha do Professor Raimundo, vítima do Alzheimer.[97]
- 29 de setembro - Rebelião em um presídio de Guaiaquil, Equador, deixa ao menos 118 mortos e 52 feridos.

### Outubro
- 1 de outubro - Ocorre a abertura da Expo 2020, que estava programada para ocorrer no dia 20 de outubro de 2020 porém foi adiada devido à pandemia de COVID-19.[98]
- 3 de outubro - O Consórcio Internacional de Jornalistas Investigativos e diversos parceiros da mídia publicam um conjunto de 11,9 milhões de documentos vazados de 14 empresas de serviços financeiros, conhecido como Pandora Papers, revelando atividades financeiras offshore que envolvem vários líderes mundiais, atuais e anteriores, e celebridades.[99]
- 4 de outubro - Uma pane no Facebook causa instabilidade em vários aplicativos, redes sociais e serviços da internet em diversas partes do mundo.[100]
- 5 de outubro - A atriz Yulia Peresild e o diretor Klim Shipenko foram lançados na Soyuz MS-19 à Estação Espacial Internacional com o objetivo de filmarem alguns minutos do filme Vyzov.[101]
- 6 de outubro - A Organização Mundial da Saúde libera a vacina contra a Malária. Essa é considerada uma conquista histórica.[102]
- 8 de outubro - Atentado terrorista em uma mesquita na cidade de Kanduz, no Afeganistão, resulta em 66 mortes e mais de 100 feridos. O Estado Islâmico assumiu a autoria do ataque.
- 9 de outubro - Portugal torna-se o primeiro país do mundo a ter 85% da população totalmente vacinada contra a COVID-19.[103]
- 10 de outubro - França conquista a Liga das Nações da UEFA de 2020-21.
- 14 de outubro - Foi realizado o último voo da Alitalia, companhia aérea italiana.[104]
- 21 de outubro - Durante as filmagens do filme Rust, no Novo México, o ator Alec Baldwin dispara uma arma de fogo verdadeira e acaba matando acidentalmente a diretora de fotografia Halyna Hutchins. O diretor Joel Souza também ficou ferido no acidente.[105]
- 25 de outubro - Militares sudaneses lançam um golpe contra o governo. O primeiro-ministro Abdalla Hamdok é colocado em prisão domiciliar, o presidente Abdel Fattah Al-Burhan declara estado de emergência e anuncia a dissolução do governo.[106]
- 27 de outubro - O Parlamento Português chumba a proposta de Orçamento de Estado para 2022, apresentada pelo governo. Foi a primeira vez que um orçamento foi chumbado em Portugal.[107] O primeiro-ministro de Portugal, António Costa, após o chumbo do orçamento.

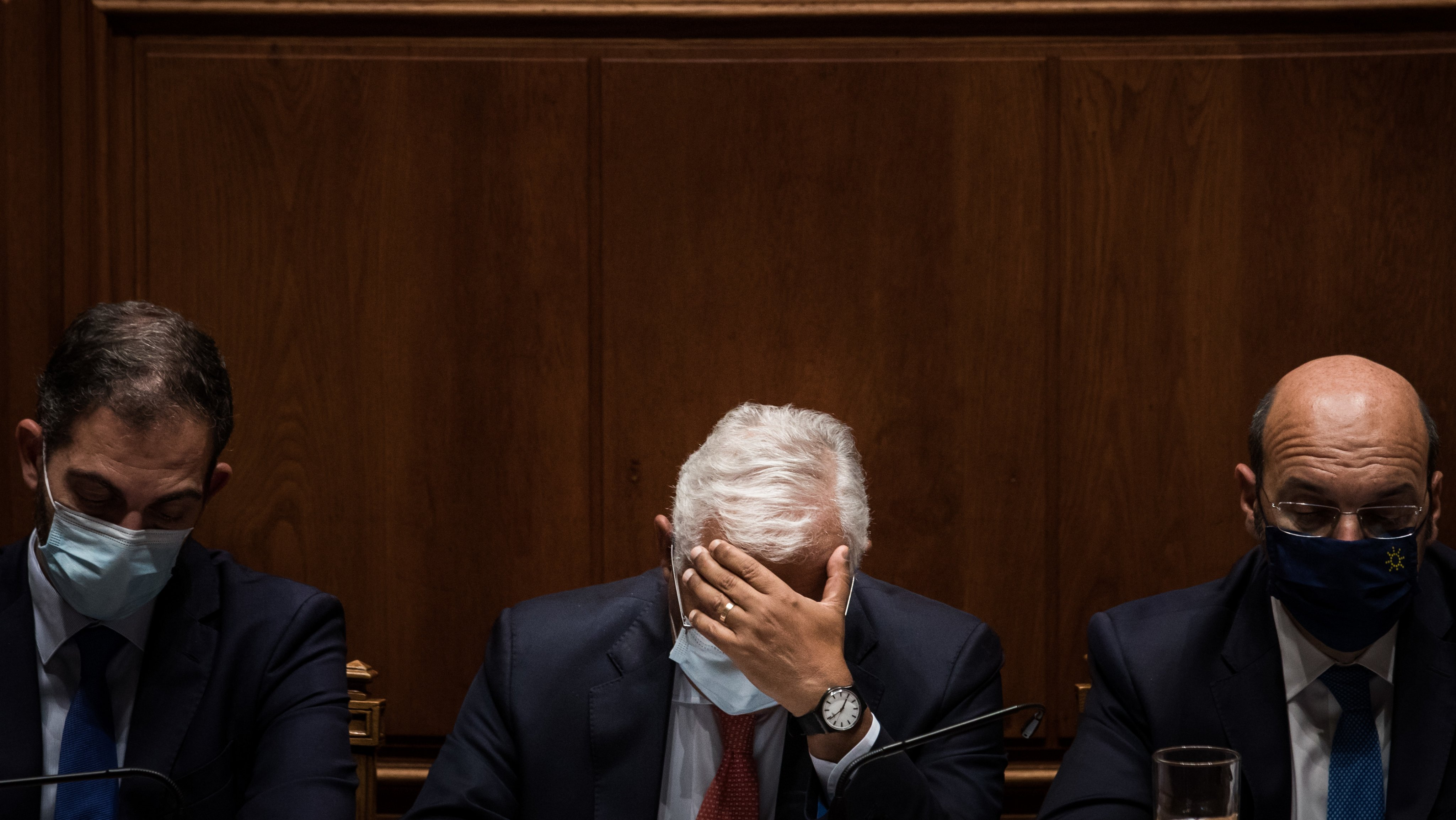
O primeiro-ministro de Portugal, António Costa, após o chumbo do orçamento.

### Novembro
- 1 de novembro - Abertura da Conferência das Nações Unidas sobre as Mudanças Climáticas de 2021, também conhecida como COP26, em Glasgow, na Escócia.
- 5 de novembro - Acidente aéreo na zona rural de Piedade de Caratinga, interior de Minas Gerais, mata a cantora e compositora Marília Mendonça e mais quatro pessoas.[108]
- 7 de novembro
  - Wang Yaping torna-se a primeira mulher chinesa a realizar uma caminhada espacial durante a Shenzhou 13.[109]
  - Daniel Ortega é reeleito presidente da Nicarágua, após vencer uma eleição presidencial questionada por observadores internacionais.[110]
- 11 de novembro
  - Morre a jornalista e analista política Cristiana Lôbo, aos 64 anos, após ter ficado internada em São Paulo devido a um câncer.[111]
  - Morre Frederik Willem de Klerk, ex-presidente da África do Sul.[112]
- 15 de novembro - Rússia destrói o satélite Kosmos 1408 durante o teste de uma arma antissatélite, cujos detritos espaciais levam à tripulação da Expedição 66 a abrigar-se nos módulos de retorno à Terra.[113]
- 21 de novembro - Primeiro turno da Eleição presidencial no Chile.
- 26 de novembro - A OMS detecta a variante B.1.1.529, designada como Ômicron, na África do Sul.[114]
- 27 de novembro - O Palmeiras ganha do Flamengo por 2-1 e é campeão da Libertadores 2021, no Estádio Centenario, em Montevidéu.[carece de fontes?]
- 28 de novembro - Xiomara Castro de Zelaya é eleita presidente de Honduras, a primeira mulher a ocupar o posto.[115]
- 30 de novembro - Barbados se torna uma república nesta data, em seu 55º aniversário de independência.[116]

### Dezembro
- 1 de dezembro - Após quase nove anos, começa o julgamento dos acusados da tragédia na boate Kiss, que deixou 242 vítimas em janeiro de 2013. São eles: Elissandro Spohr e Mauro Hoffmann, sócios da boate, o músico Marcelo de Jesus dos Santos e o produtor Luciano Bonilha, da banda Gurizada Fandangueira que se apresentava na noite do ocorrido.[117] No dia 10 de dezembro, após 10 dias de julgamento, a Justiça condenou os 4 réus, com penas de 18 a 22 anos de prisão. Os réus chegaram a ter prisão decretada, mas acabou sendo suspendida por um pedido de habeas corpus. Quatro dias depois, o ministro do STF Luiz Fux derrubou o pedido e ordenou que os acusados fossem presos.[118][119]
- 6 de dezembro - Os Estados Unidos anunciam um boicote diplomático aos Jogos Olímpicos de Inverno de 2022 em Pequim, em resposta ao recorde de casos de violação dos direitos humanos na China. Austrália, Canadá e Reino Unido uniram-se ao boicote.[120]
- 7 de dezembro - Fortes chuvas causam inundações em municípios do Sul da Bahia, milhares de pessoas ficaram desabrigadas, e fatalidades e desaparecimentos estão sendo registrados. O governo do estado decretou situação de emergência em dezenas de municípios.[121]
- 8 de dezembro - Angela Merkel deixa o poder na Alemanha após 16 anos. Olaf Scholz assume o posto de Chanceler.[122]
- 12 de dezembro
  - O holandês Max Verstappen vence o Grande Prêmio de Abu Dhabi de 2021 e se torna campeão mundial.[123]
  - João Rendeiro é detido pela PJ na África do Sul, após estar foragido da justiça portuguesa.[124]
- 15 de dezembro - Morre, em Lisboa, o ator português Rogério Samora, vítima de duas paragens cardiorrespiratórias.
- 16 de dezembro
  - Supertufão Rai atinge as Filipinas matando 408 pessoas. O ciclone tropical foi considerado o mais mortal do ano.[125]
  - Estreia nos cinemas o longa Homem-Aranha: Sem Volta para Casa, que quebra o recorde de sexta maior bilheteria de todos os tempos.[126]
- 19 de dezembro - Gabriel Boric é eleito presidente do Chile após vencer José Antonio Kast no segundo turno das eleições presidenciais chilenas.[127]
- 25 de dezembro - A NASA, ESA, CSA e o STScI lançam o Telescópio Espacial James Webb às 09h20 (GMT−3). Este deverá observar a formação das primeiras galáxias e estrelas, estudar a evolução das galáxias, a produção dos elementos pelas estrelas e ver os processos de formação das estrelas e dos planetas.[128]
- 31 de dezembro - Morre a atriz Betty White aos 99 anos.[129]

## Prêmio Nobel
- Fisiologia ou Medicina - David Julius e Ardem Patapoutian[130]
- Química - Benjamin List e David W.C. MacMillan[131]
- Física - Syukuro Manabe, Klaus Hasselmann e Giorgio Parisi[132]
- Literatura - Abdulrazak Gurnah[133]
- Paz - Maria Ressa e Dmitry Muratov.[134]
- Ciências Econômicas em Memória de Alfred Nobel - David Card, Joshua Angrist e Guido Imbens.[135]

## Epacta e idade da Lua
| Epacta gregoriana | 16 (XVI) |
| Idade da Lua      | Letra r  |

## Por tema
- 2021 no Brasil
- 2021 no cinema
- Desastres em 2021
- 2021 no desporto
- Mortes em 2021
- 2021 na música
- 2021 em Portugal
- 2021 na televisão